# Teresa Mo
Teresa Mo, de son vrai nom Mo Shun-kwan (毛舜筠, née le 5 novembre 1960), est une actrice hongkongaise.
Ayant commencé sa carrière sur la chaîne Rediffusion Television (en) en 1977, elle rejoint TVB en 1981 et devient célèbre pour ses apparitions dans l'émission The Justice of Life avec Stephen Chow. Elle commence à apparaître régulièrement au cinéma à partir de 1991.
Elle est mariée au réalisateur Tony Au (en) avec qui elle a deux filles, Au Yik-san (區亦山) et Au Ling-san (區令山).

## Filmographie
| Année     | Titre                                   | Rôle               | Notes     |
| --------- | --------------------------------------- | ------------------ | --------- |
| 1977      | What Price Stardom                      |                    |           |
| 1984      | The Duke of Mount Deer                  | Mook Kim-ping      | série TV  |
| 1985      | The Last Performance                    |                    | série TV  |
| 1985      | Sword Stained with Royal Blood          | Ah Gao             | série TV  |
| 1986      | The Yang's Saga                         | Yang Sam-leung     | série TV  |
| 1986      | A Taste of Bachelorhood                 |                    | série TV  |
| 1986      | Dharma                                  |                    | série TV  |
| 1988      | Twilight of a Nation                    | Yip Ling           | série TV  |
| 1989      | Seven Warriors                          |                    |           |
| 1989      | The Justice of Life                     | Yuen Doi-yuk       | série TV  |
| 1990      | Ngai cheng sam gok chor                 |                    | série TV  |
| 1990      | Legend of the Dragon                    | Mo                 |           |
| 1990      | Front Page                              | Miss Ho            |           |
| 1990      | Yao see yuen gar yao jui tao            |                    | série TV  |
| 1991      | Don't Fool Me                           | Miss Mui           |           |
| 1991      | Le Point de non retour                  | Angel              |           |
| 1991      | The Magnificent Scoundrels              | Kwan               |           |
| 1991      | Daddy, Father and Papa                  |                    |           |
| 1991      | His Fatal Ways                          | la sœur de Ming    |           |
| 1991      | The Lady of Iron                        | Chan Bo-chu        | série TVB |
| 1992      | My Americanized Wife                    |                    |           |
| 1992      | Red Shield                              | Suk-han            |           |
| 1992      | All's Well, Ends Well                   | Leung Mo-shang     |           |
| 1992      | Once Upon a Time a Hero in China        | Tante Yee Siu-dim  |           |
| 1992      | La Rose noire                           | Chow Wai-kuen      |           |
| 1992      | Now You See Love, Now You Don't         | Dotty              |           |
| 1992      | À toute épreuve                         | Teresa Chang       |           |
| 1993      | Laughter of the Water Margins           |                    |           |
| 1993      | Lady Super Cop                          | Lo                 |           |
| 1993      | All's Well, Ends Well Too               | Jinx               |           |
| 1993      | Lamb Killer                             |                    |           |
| 1993      | Once Upon a Time a Hero in China 2      | Tante Yee          |           |
| 1993      | Perfect Couples                         |                    |           |
| 1994      | I Have a Date with Spring               | la femme à l'opéra |           |
| 1994      | Don't Shoot Me, I'm Just a Violinist    | Inspectrice Mo     |           |
| 1994      | It's a Wonderful Life                   | Yum Kow-an         |           |
| 2000      | And I Hate You So                       | Cat                |           |
| 2003      | Men Suddenly in Black                   | la femme de Jin    |           |
| 2003      | The Spy Dad                             | Barbara            |           |
| 2003      | Le Monde de Nemo                        | Dory               | Doublage  |
| 2004      | Black Rose Academy                      | Black Rose         |           |
| 2005      | 2 Young                                 | la mère de Fu      |           |
| 2006      | Men Suddenly in Black 2                 |                    |           |
| 2006      | Mr. 3 Minutes                           | Joe                |           |
| 2007      | Mr. Cinema                              | Chan Sau-ying      |           |
| 2007      | It's a Wonderful Life                   | Mo Ching-ching     |           |
| 2007      | Dancing Lion                            |                    |           |
| 2008-2010 | Off Pedder                              | Ivy Yan-seung      | série TV  |
| 2010      | Some Day                                | Jing Kiu           | série TV  |
| 2010      | Perfect Wedding                         | Doris              |           |
| 2012      | I Love Hong Kong 2012                   | Mimi Kwok Mei-mei  |           |
| 2012      | Love Is... Pyjamas                      |                    |           |
| 2013      | Hotel Deluxe                            | Cruella Koo        |           |
| 2014      | Hello Babies                            |                    |           |
| 2015      | An Inspector Calls                      | Anson Kau          |           |
| 2016      | Come Home Love: Dinner at 8             | Lam Siu-siu        | série TV  |
| 2016      | Le Monde de Dory                        | Dory               | Doublage  |
| 2017      | Tomorrow Is Another Day                 |                    |           |
| 2019      | I Love You, You're Perfect, Now Change! |                    |           |
| 2020      | Enter the Fat Dragon                    |                    |           |

## Récompenses et nominations
| Année | Prix                   | Catégorie                                            | Film                            | Issue      |
| ----- | ---------------------- | ---------------------------------------------------- | ------------------------------- | ---------- |
| 1994  | Hong Kong Film Awards  | Meilleure actrice dans un rôle secondaire            | Now You See Love, Now You Don't | Nomination |
| 1994  | Hong Kong Film Awards  | Meilleure actrice dans un rôle secondaire            | 92 Legendary La Rose Noire      | Nomination |
| 2001  | Hong Kong Film Awards  | Meilleure actrice dans un rôle secondaire            | And I Hate You So               | Nomination |
| 2006  | Hong Kong Film Awards  | Meilleure actrice dans un rôle secondaire            | 2 Young                         | Lauréat    |
| 2006  | Golden Bauhinia Awards | Meilleure actrice dans un rôle secondaire            | 2 Young                         | Lauréat    |
| 2007  | Hong Kong Film Awards  | Meilleure actrice                                    | Men Suddenly in Black 2         | Nomination |
| 2008  | Hong Kong Film Awards  | Meilleure actrice                                    | Mr. Cinema                      | Nomination |
| 2009  | TVB Anniversary Awards | Meilleure actrice                                    | Off Pedder                      | Nomination |
| 2009  | TVB Anniversary Awards | Personnage féminin préféré                           | Off Pedder                      | Nomination |
| 2010  | TVB Anniversary Awards | Meilleure actrice                                    | Some Day                        | Nomination |
| 2010  | TVB Anniversary Awards | TVB Anniversary Award du Meilleur personnage féminin | Some Day                        | Nomination |
| 2018  | Hong Kong Film Awards  | Meilleure actrice                                    | Tomorrow Is Another Day         | Lauréat    |